# 凭祥北站
凭祥北站是位于广西壮族自治区凭祥市凭祥镇的一个铁路车站，邮政编码532602。车站建于1952年，有湘桂铁路经过该站，现仅办理货运，不办理客运业务，车站及其上下行区间均未电气化。车站距离衡阳站1009公里，隶属南宁铁路局，是四等站。